# Julika
Julika je žensko osebno ime.

## Izvor imena
Ime Julika je različica ženskega osebnega imena Julija.

## Pogostost imena
Po podatkih Statističnega urada Republike Slovenije je bilo na dan 31. decembra 2007 v Sloveniji število ženskih oseb z imenom Julika: 11.

## Osebni praznik
Osebe z imenom Julika lahko godujejo takrat kot osebe z imenom Julija.